# Ján Maxian
Ján Maxian (20. prosince 1885 Moravský Svätý Ján - 8. března 1954 Piešťany) byl slovenský a československý politik a meziválečný poslanec Národního shromáždění za Československou sociálně demokratickou stranu dělnickou.

## Biografie
Podle údajů k roku 1924 byl profesí obchodvedoucím konzumního družstva v Piešťanech.
Po parlamentních volbách v roce 1920 získal za Československou sociálně demokratickou stranu dělnickou křeslo v Národním shromáždění. Mandát ale nabyl až roku 1924 jako náhradník poté, co rezignoval poslanec Robert Farbula.